# 奧澤爾內 (羅姆內區)
50°58′52″N 33°52′17″E / 50.98111°N 33.87139°E
奧澤爾內（烏克蘭語：Озерне）是位於烏克蘭東北部的村莊，由蘇梅州羅姆內區的內德里哈伊利夫市鎮負責管轄。該村處於比日河左岸，分別距離什馬托韋1公里和戈盧比2.5公里，海拔高度172米，2001年人口57。